# Grupo NC
O Grupo NC é um conglomerado de empresas brasileiras controladas pelo empresário Carlos Sanchez com sede em São Paulo, fundado em 2014. Compreende atividades na indústria farmacêutica, na área de incorporação, urbanismo, private equity e energia eólica, além de controlar veículos de comunicação (que incluem estações de rádio e TV, além de jornais) no estado de Santa Catarina. A principal empresa controlada pelo conglomerado é a farmacêutica EMS.